# Подорож Гектора у пошуках щастя
«Подорож Гектора у пошуках щастя», або «Гектор і пошуки щастя» (англ. Hector and the Search for Happiness), — британський художній фільм 2014 року, екранізація однойменного твору письменника Франсуа Лелорд, опублікованого у 2002 році.

## Сюжет
Головний герой комедії — Гектор (Саймон Пегг). Він чесний та добросовісний психіатр, якому щодня доводиться вислуховувати людей, які вважають себе нещасними. Він намагається навчити людей жити правильно, отримувати від життя задоволення. Але з кожним днем все ясніше розуміє — сам він цього робити не вміє. Аби вдосконалити свої уявлення про щастя, доктор вирушає у подорож по світу. Він настільки захопився поїздкою, що не хоче повертатися. Навіть попри те, що дома на нього чекає давня та вірна подруга Клара (Розамунд Пайк).

## В ролях
- Саймон Пегг — Гектор
- Тоні Коллетт — Агнес
- Розамунд Пайк — Клара
- Стеллан Скошгорд — Едвард
- Жан Рено — Діего Бареско
- Крістофер Пламмер — професор Корман